# Alonina difformis
Alonina difformis är en fjärilsart som beskrevs av George Francis Hampson 1919. Alonina difformis ingår i släktet Alonina och familjen glasvingar. Inga underarter finns listade i Catalogue of Life.